# Podandrogyne chocoensis
Podandrogyne chocoensis är en paradisblomsterväxtart som beskrevs av Cochrane. Podandrogyne chocoensis ingår i släktet Podandrogyne och familjen paradisblomsterväxter. Inga underarter finns listade i Catalogue of Life.